# Făget

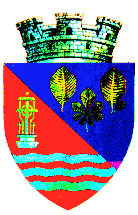
Herb miasta Făget

Făget (węg. Facsád) – miasto w zachodniej Rumunii, w okręgu Temesz, w Banacie, na północno-zachodnich stokach gór Poiana Ruscă. Liczy 7519 mieszkańców (dane na rok 2002).
Nazwa miasta oznacza "bukowy las". Merem miasta od 2004 jest Dorel Covaci, członek Partii Socjaldemokratycznej.